# Дженис Рэнд
Дже́нис Рэнд (англ. Janice Rand) — персонаж вымышленной научно-фантастической вселенной «Звёздный путь». Впервые появляется в сериале Звёздный путь: Оригинальный сериал, а также и в полнометражных фильмах «Звёздный путь: Фильм», Звёздный путь 4: Путешествие домой" и «Звёздный путь 6: Неоткрытая страна».

## Описание
В первых эпизодах оригинального сериала Дженис Рэнд является интендантом капитана Джеймса Тиберия Кирка на корабле Энтерпрайз NCC-1701. На службу в «Энтерпрайзе» Рэнд поступила в 2266 году. С капитаном Кирком Дженис связывают противоречивые чувства: намёки на их близость показаны в сериях «Время обнажиться», «Враг изнутри», и «Мири», наиболее очевидной ссылкой на это является расспрос Дженис Споком, Кирком и МакКоем после нападения на неё двойника капитана в серии «Враг изнутри».

В этом же эпизоде впервые появляется Грейс Ли Уитни в роли помощника капитана, старшины Дженис Рэнд. Я был готов вышвырнуть её вон, когда она в самый напряженный момент появлялась на мостике с независимым видом и предлагала всем кофе; и потом была ещё эта сцена, в которой она приносит капитану салат, настойчиво убеждая его съесть что-нибудь. Разумеется, Грейс Ли исчезла из сериала после первого сезона и диалог в этом эпизоде предрекает гибель её персонажа: «Мне не нужна старшина. У меня уже есть женщина, которая занимает все мои мысли», говорит Кирк Маккою (имея в виду, разумеется, «Энтерпрайз») и в довольно резких выражениях приказывает Рэнд прекратить кудахтать над ним.
— Л. Нимой «Я Спок»
Всего Дженис Рэнд появляется в 8 эпизодах «Оригинального сериала».
Затем она появляется в полнометражном фильме «Звёздный путь: Фильм» как оператор транспорта и унтер-офицер. Следующее появление персонажа происходит в «Звёздный путь 4: Путешествие домой», где она была повышена до старшины и находилась в Сан-Франциско вместе со старшей медсестрой Кристин Чапел. Также этого персонажа можно увидеть в фильмах «Звёздный путь 6: Неоткрытая страна» и в 44 эпизоде сериала «Звёздный путь: Вояджер».
Актриса Грэйс Ли Уитни была замечена в эпизодической роли в фильме «Звёздный путь 3: В поисках Спока» и треккеры сделали предположение, что это была Дженис Рэнд. Но актриса отвергла эти слухи, в автобиографии она утверждает, что не играла Рэнд в этом фильме.

## Уход
«Мири» стал последним эпизодом оригинального сериала, в котором Дженис Рэнд выступает одним из ключевых персонажей. Эпизод «Равновесие страха» вовсе становится последним, в котором появляется персонаж и актриса Грэйс Ли Уитни.
Причины удаления персонажа из сериала до сих пор остаются неясными, хотя наиболее часто упоминается, что персонаж служил для романтических отношений с капитаном Кирком. Создатель сериала Джин Родденбери объясняет это простым бюджетным сокращением. Ещё одной причиной мог стать алкоголизм актрисы, упоминающийся в некоторых источниках, хотя сама Грэйс Ли Уитни в автобиографии это опровергает.
По словам Уитни, в первом сезоне гарантированное участие в каждом эпизоде было только у Уильяма Шэтнера и Леонарда Нимоя. В автобиографии Уитни утверждает, что была изнасилована неназванным исполнительным продюсером, в чём видит связь с её увольнением несколько дней спустя.

## В культуре
- Вонда Нил Макинтайр в романе «Энтерпрайз:Первое приключение» (англ. Enterprise: The First Adventure) предполагает, что Дженис Рэнд солгала о своём реальном возрасте, чтобы оказаться на борту «Энтерпрайза» и на момент начала пятилетней миссии ей было всего 17 лет.
- В романе Питера Дэвида «Капитанская дочка» (англ. The Captain's Daughter) Рэнд признаётся капитану Сулу, что покинула Звёздный флот из-за её дочери Энни. Отцом ребёнка был офицер Звёздного флота, который никогда не знал о дочери. Энни умерла в 2 года, а после этого печального события Дженис вернулась на службу.